# Universitat de Groenlàndia
La Universitat de Groenlàndia (Ilisimatusarfik en groenlandès; Grønlands Universitet en danès) és una universitat situada a Nuuk, la capital de Groenlàndia (Dinamarca), i l'única institució universitària del país. Va ser fundada oficialment com a universitat en 1987; fins llavors rebia el nom d'Ilisima-tusarfik / Inuit Institute. La majoria de les assignatures de les titulacions s'imparteixen en danès, tot i que també n'hi ha algunes en groenlandès, així com en anglès per a estudiants d'intercanvi.
L'any 2018 la universitat tingué 205 estudiants matriculats, majoritàriament formada per habitants de Groenlàndia. Té al voltant de 14 treballadors de personal acadèmic i 5 tècnics-administratius. La modesta població estudiantil es deu, en part, a que la majoria dels estudiants de Groenlàndia van a les universitats de Dinamarca.

## Departaments
Segons la seva pàgina web, la Universitat té quatre instituts:
- Institut d'Educació
- Institut d'Infermeria i Recerca en Salut
- Institut de Societat, Economia i Periodisme
- Institut de Cultura, Llengua i Història